# قربان‌علی ارزگانی
قربان‌علی ارزگانی، سیاست‌مدار و والی (استاندار) سابق ولایت دایکندی، افغانستان از سال‌های ۲۰۱۰ (میلادی) الی ۲۰۱۳ (میلادی) بود، که در سال ۲۰۱۰ (میلادی) توسط رئیس‌جمهور حامد کرزی به عنوان استاندار در ولایت دایکندی انتخاب شد.

## زندگی و سیاست
قربان‌علی ارزگانی در ۲۱ مارس، سال ۱۹۵۸ (میلادی) در روستای چهارباغ ولایت ارزگان در خانواده‌ای از قوم هزاره متولد شد. او در سال ۱۹۷۹ (میلادی) از لیسهٔ کشاورزی و زراعت فارغ‌التحصیل شد. در دوران دانشگاه، او بیشتر شرکت در احزاب سیاسی ضد شوروی می‌کرد، که او را مجبور به ترک تحصیلات عالی کرد.
ارزگانی پس از حملات ۱۱ سپتامبر، و شکل‌گیری دولت جدید در افغانستان او یکی از نمایندگان مردم ولایت هلمند بود؛ و در آوریل ۲۰۱۰ (میلادی) به‌عنوان استاندار جدید ولایت دایکندی پس از جان محمد اکبری انتخاب شد.